# Анна Катарина фон Крихинген
Анна Катарина фон Крихинген (на немски: Anna Katharina von Criechingen; † 1638) е благородничка от Крихинген–Пютлинген и чрез женитба вилд-и Рейнграфиня в Залм-Кирбург-Мьорхинген.

## Произход
Тя е втората дъщеря на фрайхер Георг II фон Крихинген-Пютлинген († 1607/1609) и съпругата му Естер фон Мансфелд-Айзлебен († сл. 1605), дъщеря на граф Йохан Георг I фон Мансфелд-Айзлебен († 1579) и Катарина фон Мансфелд-Хинтерорт († 1582).

## Фамилия
Анна Катарина фон Крихинген се омъжва на 15 октомври 1593 г. за вилд-и Рейнграф Йохан IX фон Кирбург-Мьорхинген (1575 – 1623), син на Ото I фон Салм-Кирбург (1538 – 1607) и графиня Отилия фон Насау-Вайлбург (1546 – 1607). Те имат 9 деца:
- Йохан Казимир († млад)
- Йохан Филип († 1638 убит в битка при Райнфелден), шведски генерал, женен 1634 г. за графиня Анна Юлиана фон Ербах-Ербах (1614 – 1637)
- Ото Лудвиг (1597 – 1634 от чума), шведски генерал, женен 1633 г. за графиня Анна Магдалена фон Ханау (1600 – 1673)
- Йохан X († ок. 1634)
- Георг († ок. 1634)
- Мария Елизабет († сл. 1626)
- Доротея Диана (1604 – 1672), близначка, омъжена I. на 1 март 1636 г. за граф Филип Лудвиг фон Раполтщайн (* 22 септември 1601; † 25 февруари 1637), II. на 18 май 1640 г. за граф Филип Волфганг фон Ханау-Лихтенберг (* 31 юли 1595; † 24 февруари 1641)
- Анна Амалия (1604 – 1676), близначка, омъжена I. ок. 1630 г. за Михаел фон Фрайберг, фрайхер фон Юстинген и Йофинген († 1641), II. ок. 1642 г. за граф Каспар Бернхард II фон Рехберг († 8 ноември 1651), III. на 24 август 1653 г. за граф Хуго фон Кьонигсег-Ротенфелс (* 26 февруари 1596; † 10 септември 1666)
- Естер